# Theophano (keizerin)
Theophano (Grieks: Θεοφανώ) (± 941 – na 976) was, door haar huwelijken met de keizers Romanos II (1e) en Nikephoros II Phokas (2e), gedurende tien jaar keizerin van het Byzantijnse Rijk, en speelde een belangrijke rol in de Byzantijnse geschiedenis. Zij was de moeder van de keizers Basileios II en Constantijn VIII en de schoonmoeder van grootvorst Vladimir van Kiev, met wie haar dochter Anna trouwde. Zij was bovendien ook de minnares van keizer Johannes Tzimiskes.

## Keizerin van Byzantium
Zij was een knappe, maar behoorlijk ambitieuze en amorele vrouw, een herbergiersdochter geboren onder de naam Anastaso. Rond het jaar 956 werd kroonprins Romanos, wiens eerste vrouw overleden was, verliefd op haar en trad met haar in het huwelijk. Bij die gelegenheid werd haar naam veranderd in Theophano, dat was de naam van de eerste vrouw van Romanos' grootvader.
Boze tongen beweren dat zij in 959 haar schoonvader Constantijn VII, met medeweten van haar echtgenoot, met vergif om het leven bracht. In werkelijkheid overleed Constantijn aan de gevolgen van een hardnekkige koorts, die maanden aansleepte, en zijn er geen bewijzen voor de moord-theorie.
In de praktijk was het Theophano die de volgende jaren regeerde over het Byzantijnse Rijk, omdat Romanos II weinig meer was dan haar willoze marionet. Zo wist zij op vele gebieden haar wil door te drukken.

## Nikephoros Phokas
In 963 overleed Romanos II vrij onverwacht op de leeftijd van 26. Opnieuw werd beweerd dat Theophano hem had vergiftigd, hoewel zij bij deze misdaad weinig te winnen en alles te verliezen zou gehad hebben. Haar minderjarige zonen Basileios en Constantijn waren erfgenamen van de troon, en Theophano nam voor hen het regentschap waar.
Om haar belangen en die van haar zonen veilig te stellen zocht zij toenadering tot de machtigste legeraanvoerder van haar echtgenoot, Nikephoros Phokas, die eigenmachtig door zijn troepen in het oosten tot keizer werd uitgeroepen. Hij trok op naar de hoofdstad, brak door middel van bloedige straatgevechten het verzet van Joseph Bringas, hoofd van Romanos' administratie, en werd op 15 augustus tot keizer gekroond. Kort daarop trouwde keizerin-weduwe Theophano met hem. Met dit huwelijk wettigde hij niet alleen zijn staatsgreep, maar behoedde Theophano tevens de opvolgingsrechten van haar minderjarige zonen.
Het huwelijk was echter juridisch gesproken omstreden, want Nikephoros zou de peetoom van een van Theophano's kinderen geweest zijn, waardoor een – door de kerk verboden – geestelijke verwantschapsrelatie was gecreëerd. Nikephoros riep een concilie samen, waarin hij elke beschuldiging ontkende.
Zonder twijfel hield hij oprecht van zijn knappe vrouw, maar er is géén aanwijzing dat de liefde wederkerig was. Theophano was enkel met hem getrouwd om zichzelf te redden uit de penibele situatie waarin zij terechtgekomen was bij de dood van Romanos II.

## Verraad en ondergang...
Niet lang nadien werd zij verliefd op een jonge Armeense generaal, de knappe Johannes Tzimiskes. Samen bereidden zij een plan om Nikephoros te vermoorden, hetgeen ook gebeurde in de nacht van 10 op 11 december 969. Tzimiskes werd de nieuwe keizer.
Toch had Theophano zich ernstig misrekend in haar verwachting de vrouw van de nieuwe heerser te worden. Polyeuctus, patriarch (956-970) van Constantinopel, had zich voorgenomen de vermoorde Nikephoros te wreken en de schuldigen te straffen. Hij zette Tzimiskes onder zulke druk, dat deze verteerd werd door schuldgevoelens en op diens verzoek Theophano van het hof verwijderde. Enkel onder die voorwaarden was de patriarch bereid Tzimiskes tot keizer te kronen …
Theophano werd eerst in ballingschap gestuurd naar het eiland Prinkipo, een van de Prinseneilanden in de buurt van Constantinopel. Ze keerde echter terug naar de hoofdstad en zocht kerkasiel in de Hagia Sophia. Daar werd ze met geweld uit verwijderd op bevel van Basileios, het hoofd van de paleisadministratie, die haar in ballingschap stuurde naar het verre Armenië. Ze vroeg en kreeg eerst een audiëntie bij de keizer, die zich niet verzette tegen deze beslissing, waarop hij een stroom van verwensingen over zich heen kreeg.
Het is mogelijk dat keizerin Theophano uit haar ballingsoord teruggeroepen werd na de troonsbestijging van haar zonen.